# Lothar Heinecke (Marineoffizier)
Lothar Heinecke (* 30. März 1933 in Zschornewitz, Landkreis Wittenberg; † 21. Februar 1985) war ein deutscher Marineoffizier, zuletzt Konteradmiral der Volksmarine.

## Biografie
Der Sohn eines Angestellten der Deutschen Reichsbahn absolvierte nach dem Schulbesuch von 1947 bis 1950 eine Lehre als Betriebsschlosser, ehe er als Kursant an der Seepolizeischule Parow am 3. September 1950 in die Hauptverwaltung Seepolizei der DDR eintrat. 1950 trat er auch in die SED ein. Nach einem Sonderlehrgang in der UdSSR von 1952 bis 1954 wurde er Sperroffizier in der Unterabteilung für Gefechtsausbildung der Volkspolizei See in Sassnitz, Peenemünde. 1956 trat er als Sperr-Torpedo-Offizier in die 4. Flottille in Warnemünde ein und war anschließend von 1959 bis 1962 Offiziershörer an der Seekriegsakademie der Sowjetunion und schloss dieses Studium als Diplom-Militärwissenschaftler ab. Nach seiner Rückkehr wurde er 1963 Chef der Sicherungsbrigade der 4. Flottille, kurz darauf Chef der Leichten Torpedo-Schnellbootbrigade der 6. Flottille auf Rügen und wiederum kurze Zeit später noch 1963 Stellvertretender Chef und Stabschef der 6. Flottille.
Am 1. Dezember 1964 wurde er als Fregattenkapitän Kommandeur der 1. Flottille in Peenemünde auf Usedom. Am 7. Oktober 1969 wurde er im Rahmen der Feiern zum 20. Jahrestag der DDR zum Kapitän zur See befördert. Nach sechsjähriger Tätigkeit wurde er am 1. September 1970 Stellvertretender Chef des Stabes für Ausbildung der Volksmarine.
1972 wurde er zum Stellvertretenden Chef der Volksmarine und Chef für Ausbildung ernannt und in dieser Position am 1. März 1974 zum Konteradmiral ernannt. In dieser Funktion verstarb er im Dienst.
Für seine militärischen Verdienste wurde er unter anderem mit dem Vaterländischen Verdienstorden in Bronze und dem Kampforden „Für Verdienste um Volk und Vaterland“ in Gold ausgezeichnet.

## Quelle
- Klaus Froh, Rüdiger Wenzke: Die Generale und Admirale der NVA. Ein biographisches Handbuch. 4. Aufl., Ch. Links, Berlin 2000, S. 108, ISBN 3-86153-209-3
- Homepage 1. Flottille

| Personendaten    | Personendaten                                    |
| ---------------- | ------------------------------------------------ |
| NAME             | Heinecke, Lothar                                 |
| KURZBESCHREIBUNG | deutscher Militär, Konteradmiral der Volksmarine |
| GEBURTSDATUM     | 30. März 1933                                    |
| GEBURTSORT       | Zschornewitz, Landkreis Wittenberg               |
| STERBEDATUM      | 21. Februar 1985                                 |